# Gallin-Kuppentin
Gallin-Kuppentin es un municipio situado en el distrito de Ludwigslust-Parchim, en el estado federado de Mecklemburgo-Pomerania Occidental (Alemania), a una altitud de 60 metros. Su población a finales de 2016 era de 459 habs. y su densidad poblacional, 16 hab/km².